# Gabriel Carabajal
Horacio Gabriel Carabajal (Córdoba, 9 dicembre 1991) è un calciatore argentino, centrocampista del Sarmiento (J).

## Caratteristiche tecniche
È un trequartista.

## Carriera
È cresciuto nelle giovanili del Talleres (C).